# Шприц

Медичний пластиковий шприц з голкою та ковпачком для неї

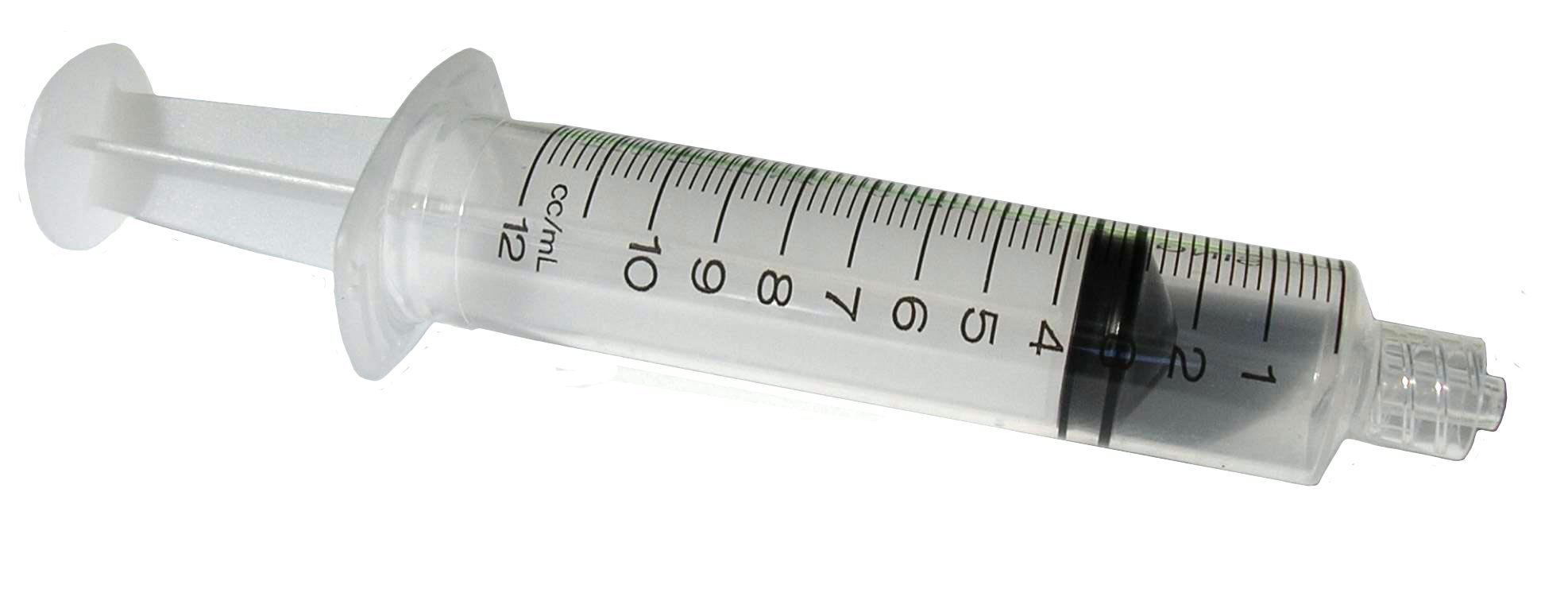
Пластиковий шприц з «замком Люера», для голки чи перехідника

Шприц (від нім. Spritze < spritzen — «бризкати») — загальна назва інструментів, що застосовуються у медицині, техніці та кулінарії для введення та виведення рідин і газів, інших речовин, з використанням поршневого тиску.

## Будова
Шприц складається з циліндра. В один отвір вставляється поршень з видовженою «ручкою», інший отвір циліндра різко звужений (найчастіше у вигляді канюлі або конуса). До конуса кількома методами прикріплюють насадку (наприклад в медицині — голка, в техніці — трубка). Для додаткового захисту та безпеки в медицині на голки одягають пластикові ковпаки; в кулінарних шприцах насадки мають різну форму (для утворення різних рельєфних форм на кондитерських виробах) та діаметр.
Голки можуть насаджуватись, закручуватись чи бути уже вмонтованими в корпус шприца.
Медичні голки для шприців мають різну довжину, товщину стінки, форму та кут зрізу гострого кінця. Також є голки з двома отворами на гострому кінці.
Технічні шприци можуть мати два отвори (канюлі) на одному кінці циліндра.

## Види
За призначенням:
- медичні
- кулінарні
- технічні

За можливістю використання:
- одноразові
- багаторазові

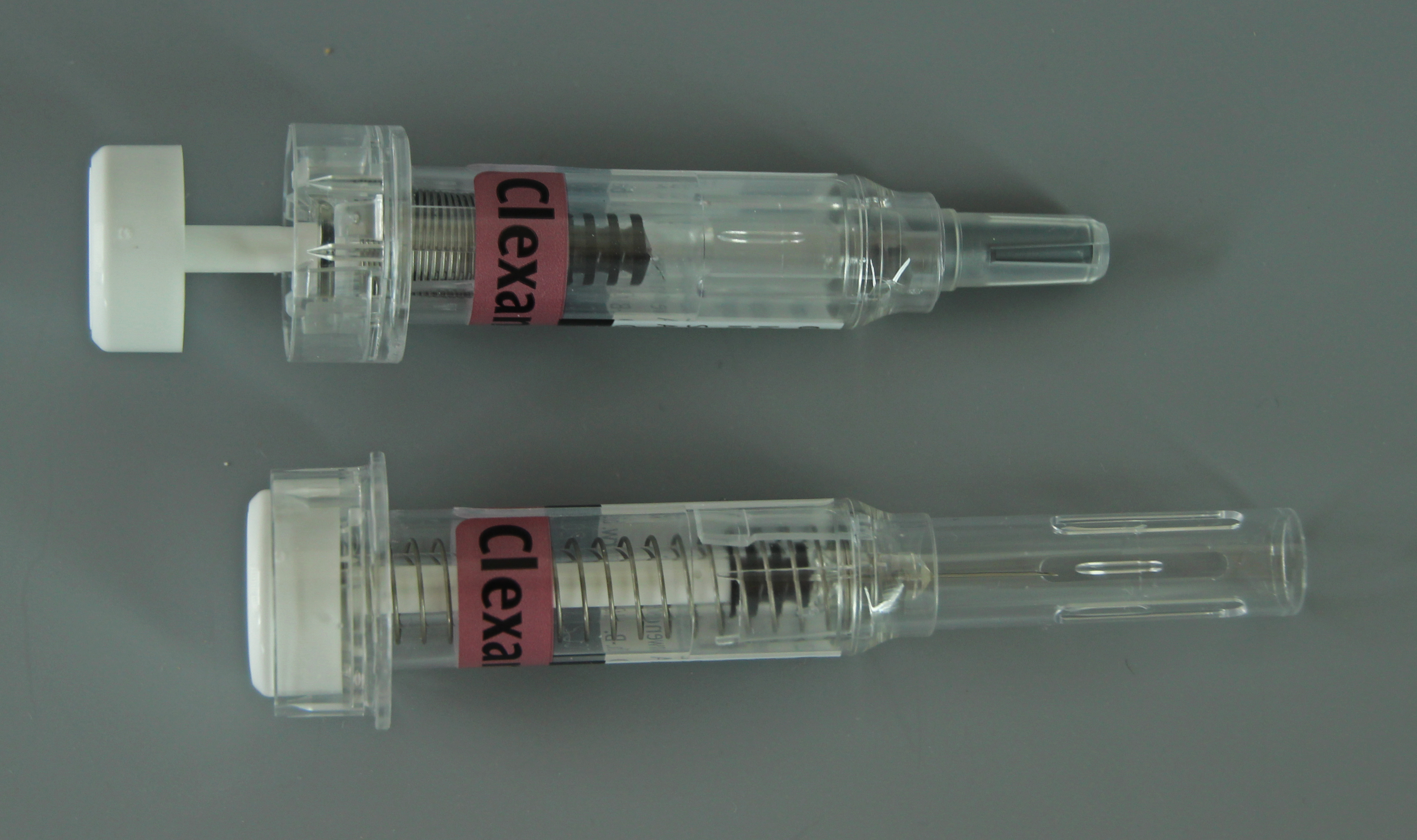
Одноразові пластикові медичні шприци з механічним захистом від повторного використання (до, та після застосування)

За особливістю матеріалів з яких виготовлені:

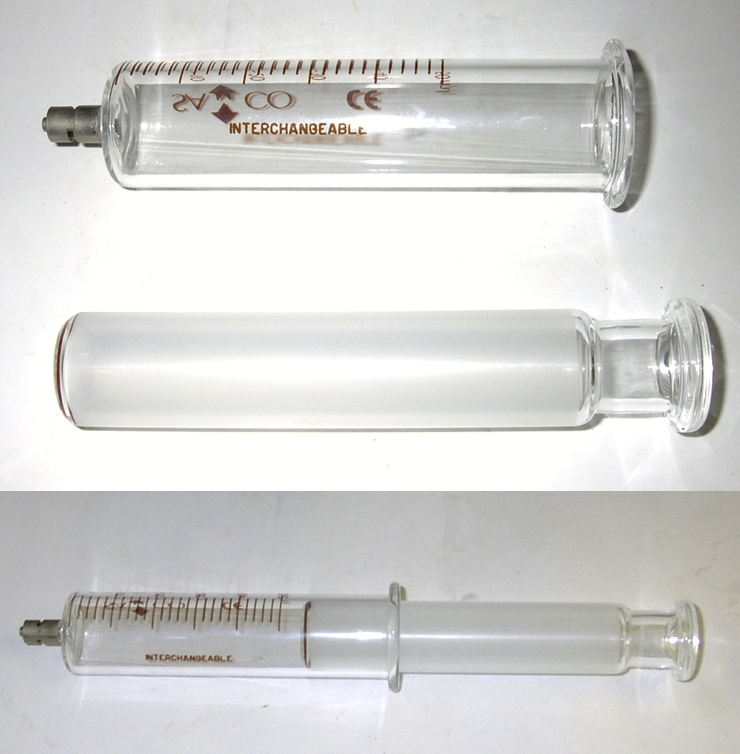
Скляний шприц Люера, і його елементи в розібраному стані

- термостійкі
- хімічностійкі

За чистотою:
- стерильні
- чисті
- загального вжитку

За матеріалом з якого виготовлені:
- пластикові
- металеві
- скляні
- комбіновані

## Медичні шприци

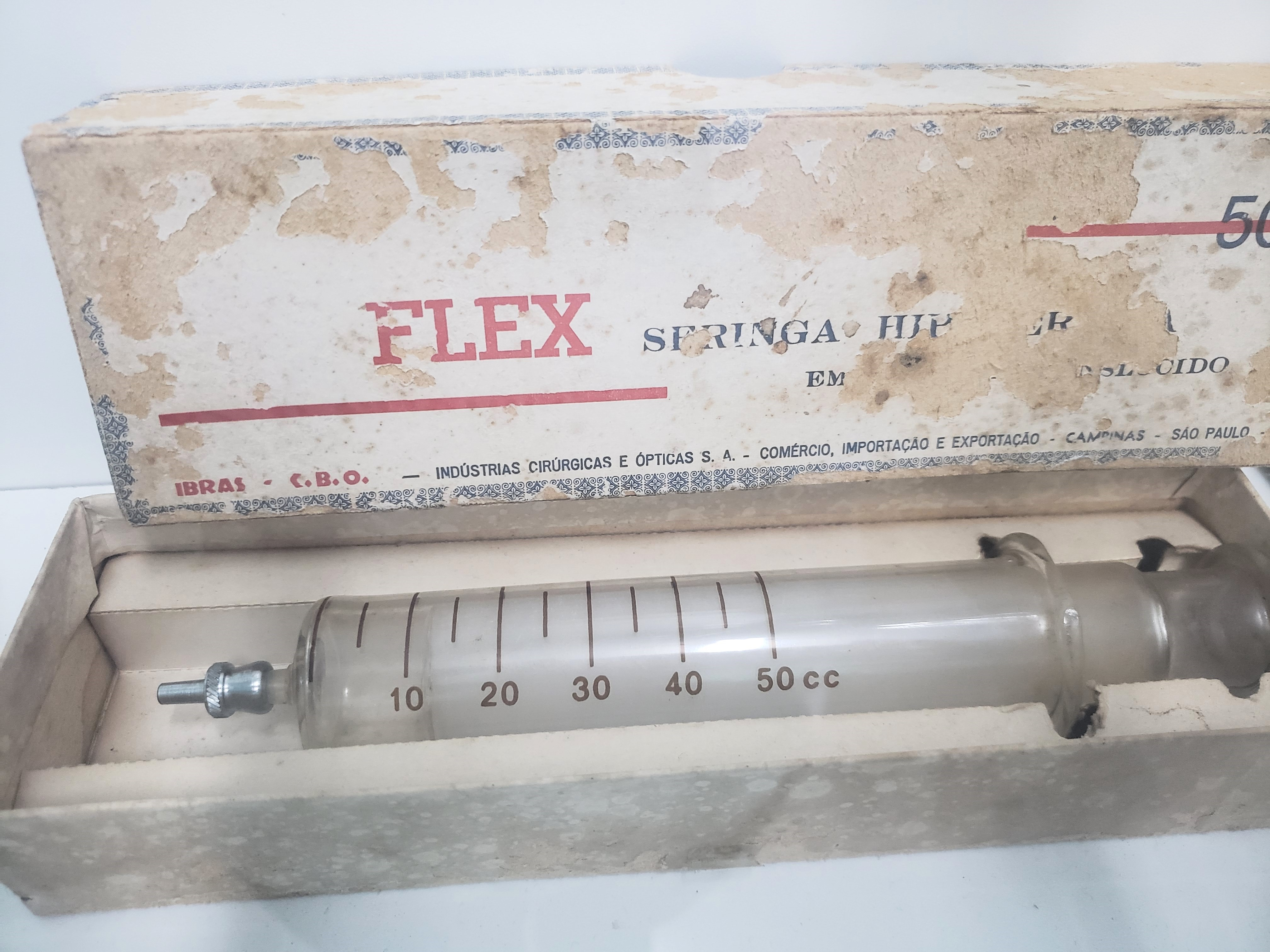

Застосовують для ін'єкцій, пункцій та медичних маніпуляцій (промивання, відсмоктування, зрошення та інше).
Залежно від об'єму циліндра шприци бувають:

### Класифікація

#### За об'ємом
Малого об'єму (0,3 мл, 0,5 мл і 1 мл)
Використовуються для точного введення лікарського засобу в:
- ендокринології (інсулінові шприци)
- фтизіатрії (туберкулінові шприци)
- неонатології
- для вакцинації та проведення алергологічних внутрішньошкірних проб

Стандартного об'єму (від 2 мл до 22 мл)
Застосовуються у всіх галузях медицини для виконання:
- підшкірних (як правило, шприцами об'ємом до 2 мл)
- внутрішньом'язових (як правило, шприцами об'ємом від 2 мл до 5 мл)
- внутрішньовенних (як правило, шприцами об'ємом від 10 мл до 20 мл)

та інших видів ін'єкцій.

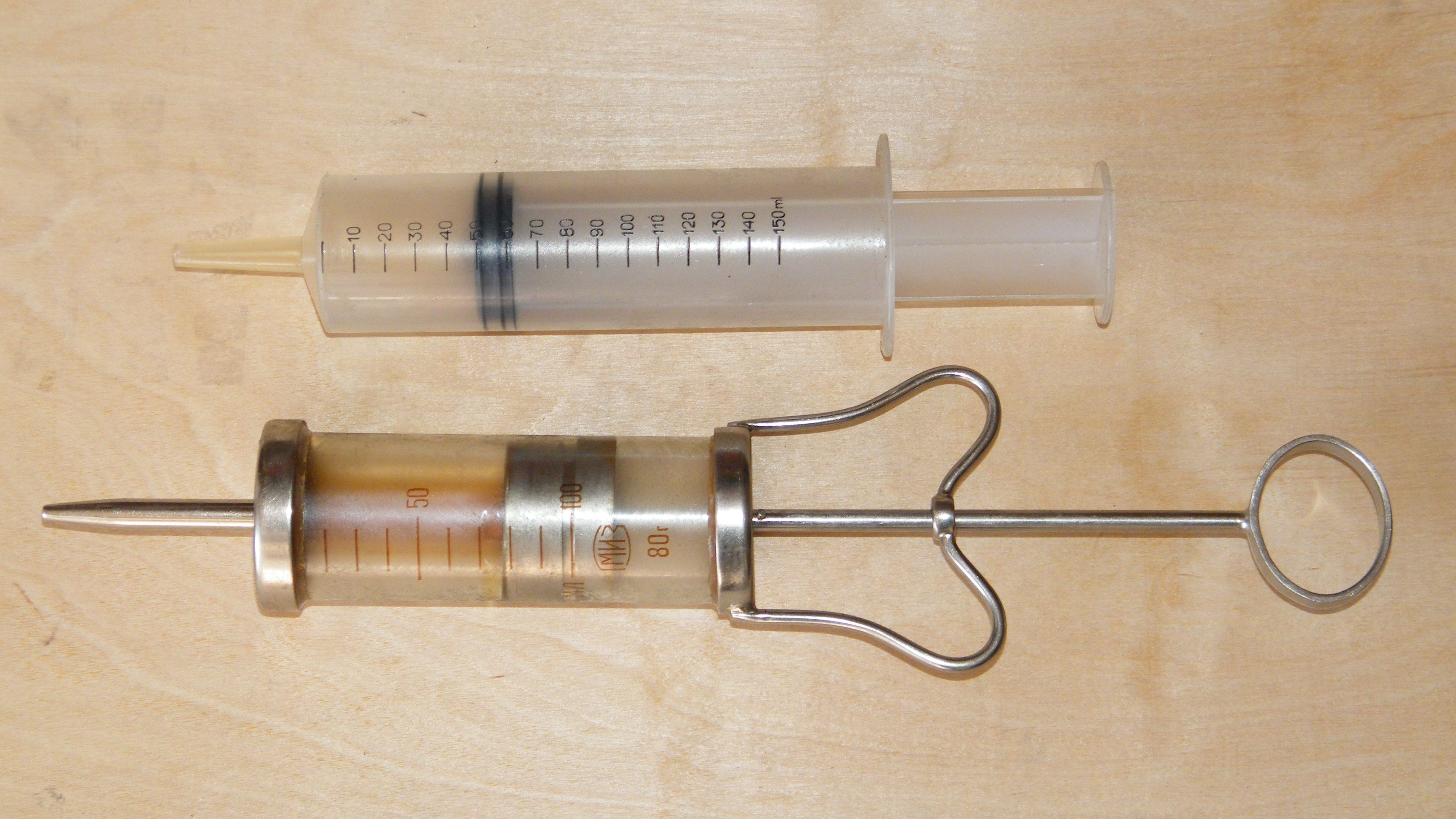
Шприци: скляний (внизу), сучасний пластиковий аналог (зверху)

Великого об'єму (30, 50, 60, 100, 150, 200, 250, 300, 500 та 1000; 2000 мл)
Використовують для:
- відсмоктування рідини
- введення живильних середовищ, контрастів
- промивання порожнин

#### Класифікація шприців по типу з'єднання
- Люер / Luer — голка надягається на шприц. Універсальний тип з'єднання, є стандартом для шприців об'ємом від 1 до 100 мл. Використовують у всіх областях медицини для підшкірних, внутрішньом'язових, внутрішньовенних та інших ін'єкцій.
- Люер Лок / Luer Lock — голка вкручується в шприц. Особливо цінно при введенні ліків в щільні тканини (під охрястя, під окістя), при заборі біологічного матеріалу, а також при введенні препаратів за допомогою мікроінфузійних помп, інфузійних насосів, перфузорів, інфузоматів. Такі пристрої застосовують в анестезіології, при проведенні інтенсивної терапії, в онкології, неонатології, коли необхідно повільне дозоване введення лікарських препаратів в невеликих обсягах протягом декількох годин або діб.
- Катетерний кінчик / Catheter Tip — з катетерним типом з'єднання, дуже зручні для живлення через зонд (в хірургії, неврології, педіатрії), а також для введення лікарських препаратів і розчинів через катетери (сечовий катетер, плевральний дренаж, промивання абсцесів і порожнин).
- Інтегрована голка — незнімна голка, інтегрована в корпус циліндра. Дозволяє вводити препарати з мінімальними втратами. Інтегрованою голкою, як правило, комплектуються шприци малого об'єму — до 1 мл.

#### За призначенням
- Для підшкірних та внутрішньошкірних ін'єкцій
- Для внутрішньом'язових ін'єкцій
- Для внутрішньовенних ін'єкцій та вливань
- Для пунцій, біопсій
- Для промивання (порожнин)
- Для газоаналізу (патентований шприц для газоаналізу об'ємом 2 л)[1]

### Виробники
До 2014 року в Україні були представлені наступні виробники медичних шприців: 
- «Гемопласт» (Україна)
- «Момина крепост» (Болгарія)
- «ПроМеТеИ-плюс» (Росія)
- «Тюменский ЗМОИ» (Росія)
- «B. Braun» (Німеччина)
- «BogMark» (Польща)
- «Chirana Injecta» (Словаччина)
- «ERG» (Польща)
- «Helm AG» (Німеччина)
- «Hi tech medical products» (Індія)
- «Medical Plastic Company» (В’єтнам)
- «TERUMO» (Бельгія)
- «VOGT MEDICAL» (Німеччина)

## Шприци кухонні

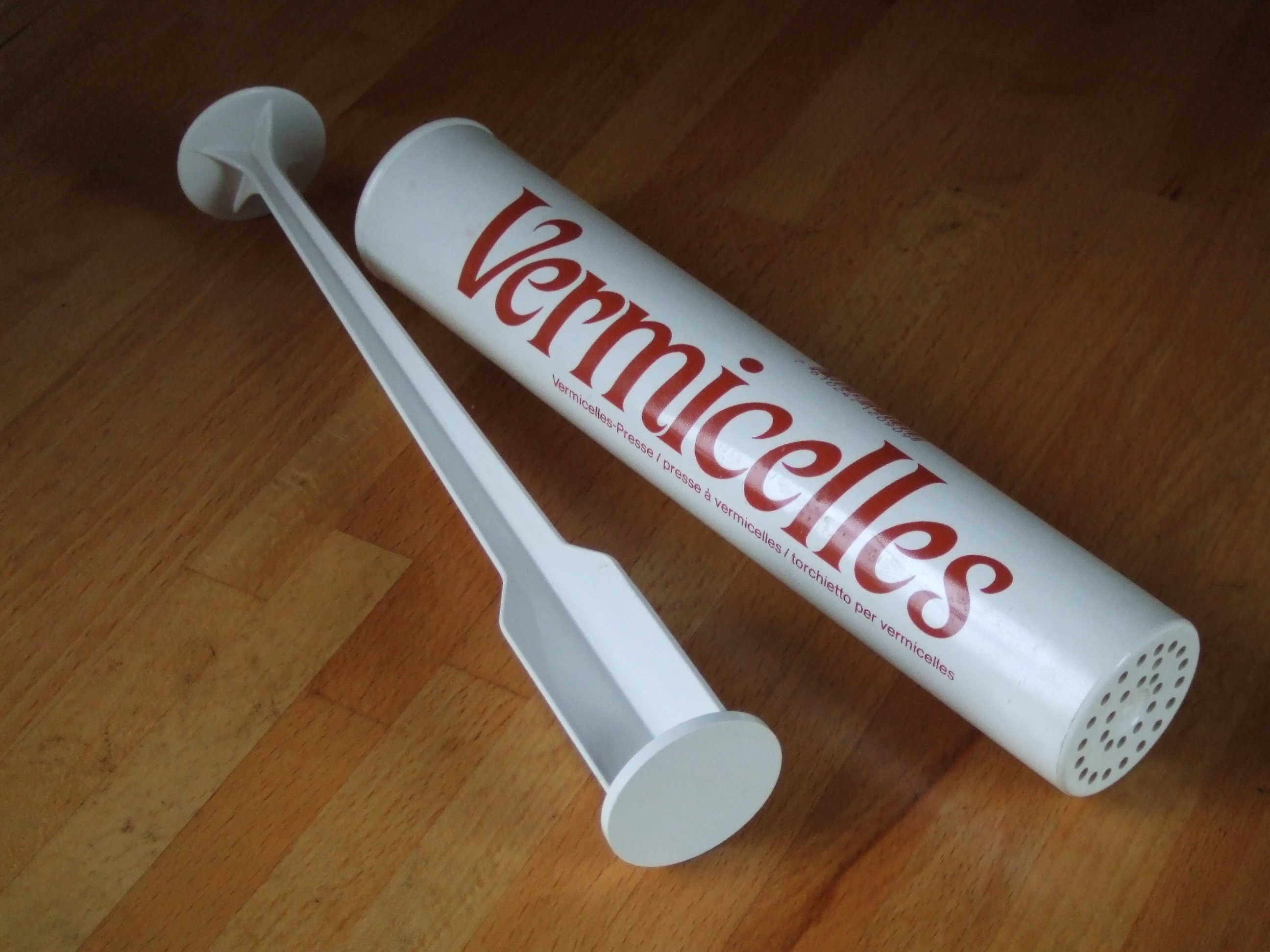
Кондитерський шприц для приготування Вермішель Прессе

### Кондитерський шприц
Металевий або пластмасовий циліндр об'ємом від 200 до 2000 см³, (2 л) з поршнем і вихідним отвором, призначений для розміщення і видавлювання різних кремів, наприклад для прикраси тістечок і тортів. Шприц має набір насадок, що мають різний перетин і профіль, через які крем поршнем видавлюється на поверхню кондитерських виробів.

### Шприци для м'яса
Спеціальні металеві шприци з довгими голками які прикручуються до корпусу шприца. Рідше ці шприци пластикові. Голки також на кінці можуть мати кілка отворів (наприклад, як в зрошувача).
Набираючи маринад у шприц, рідину вводять у м'ясо під тиском.

### Шприци ковбасні
Металічні шприци для введення меленої м'ясної маси в ковбасну оболонку. Дозволяє рівномірно та повністю виповнити, без повітряних «кишень», оболонку. Об'єм до 15 л.

## Шприци технічні

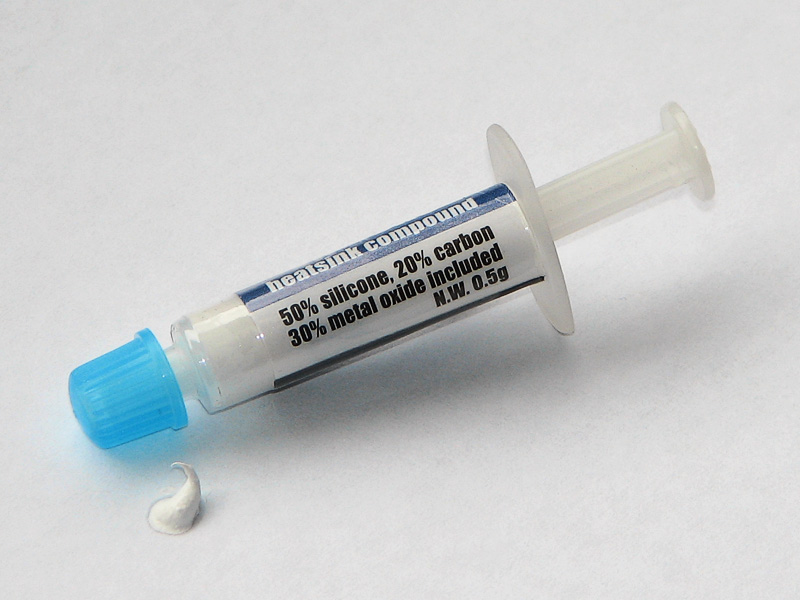
Шприц з термічною пастою, для покращення теплопровідності термоз'єднань

### Автомеханіка
Виготовлені з металу об'ємом до 1,5 л, або пластикові об'ємом 0,5 л. Можуть мати дві канюлі. Для густих рідин, у шприцах передбачено механічний насос з бічним розташуванням ручки поршня.
Використовують для заміни рідинних мастил, рідше для гелеподібних мастильних речовин, паст.

### Будівництво
У сучасному будівництві також використовують пристрої, які називають будівельними шприцами. Побутові об'ємом до 500 мл, виробничі (інколи професійні) об'ємом 1-5 л.
Шприц може бути як готовою зібраною системою, так і за принципом карпули — циліндр з поршнем та речовиною окремо (одноразового використання), а механізм утримання і створення тиску на поршень окремо (багаторазового використання, розмовна назва «пістолет»).
Вмістом такого шприца можуть бути клеї та клеючі суміші, пасти і гелі, розчини та інш. (наприклад, цемент, силікон).